# Serhij Strasznenko
Serhij Wasylowycz Strasznenko, ukr. Сергій Васильович Страшненко, ros. Сергей Васильевич Страшненко, Siergiej Wasiljewicz Strasznienko (ur. 8 września 1953 w Sumach) – ukraiński piłkarz, grający na pozycji bramkarza, trener piłkarski. Jego syn Serhij również piłkarz.

## Kariera piłkarska

### Kariera klubowa
Karierę piłkarską rozpoczął w miejscowym klubie Spartak Sumy, który potem zmienił nazwę na Frunzenec Sumy. Potem bronił barw Spartaka Iwano-Frankowsk, Czornomorca Odessa i Karpat Lwów. We wrześniu 1979 roku zasilił skład wyższoligowego Paxtakoru Taszkent. Potem występował w klubach Zakarpattia Użhorod i Polissia Żytomierz. W 1991 kiedy w Sumach został odrodzony profesjonalny klub został piłkarzem Awtomobilista Sumy, w którym w 1992 zakończył karierę piłkarską. W 1996 już jako trener ponownie wrócił również do gry w bramce.

### Kariera reprezentacyjna
Jako jeden z nielicznych piłkarzy z Drugiej ligi ZSRR został powołany do składu juniorskiej reprezentacji ZSRR.

### Kariera trenerska
Po zakończeniu kariery piłkarskiej otrzymał propozycję pracy w klubie na stanowisku trenera. Najpierw pomagał trenować Awtomobilist Sumy, a w rundzie jesiennej sezonu 1993/94 samodzielnie prowadził Awtomobilist. Po rozformowaniu Ahrotechserwisa Sumy przeniósł się do Zirki Kirowohrad, w której w czerwcu 1998 pełnił obowiązki głównego trenera. Potem pracował w sztabie szkoleniowym Worskły Połtawa. Od sezonu 2001/02 pomagał trenować Frunzeneć-Liha-99 Sumy, a potem Spartaka Sumy. W sezonie 2005/06 prowadził Spartak Sumy. Potem trenował młodych bramkarzy w Szkole Piłkarskiej. Jednym z jego wychowanków jest znany bramkarz Ołeksandr Bandura. Następnie pracował w sztabie szkoleniowym PFK Sumy. W kwietniu 2013 pełnił funkcję głównego trenera sumskiego klubu. 18 maja 2014 stał na czele sumskiego klubu, którym tymczasowo kierował do 1 lipca 2014.

## Sukcesy i odznaczenia

### Sukcesy klubowe
- brązowy medalista Drugiej ligi ZSRR: 1974

### Odznaczenia
- tytuł Mistrza Sportu ZSRR: 1980